# Айксен
Айксен (нім. Eixen) — громада в Німеччині, розташована в землі Мекленбург-Передня Померанія. Входить до складу району Передня Померанія-Рюген. Складова частина об'єднання громад Рекніц-Требельталь.
Площа — 55,98 км2. Населення становить 741 ос. (станом на 31 грудня 2020).

## Галерея

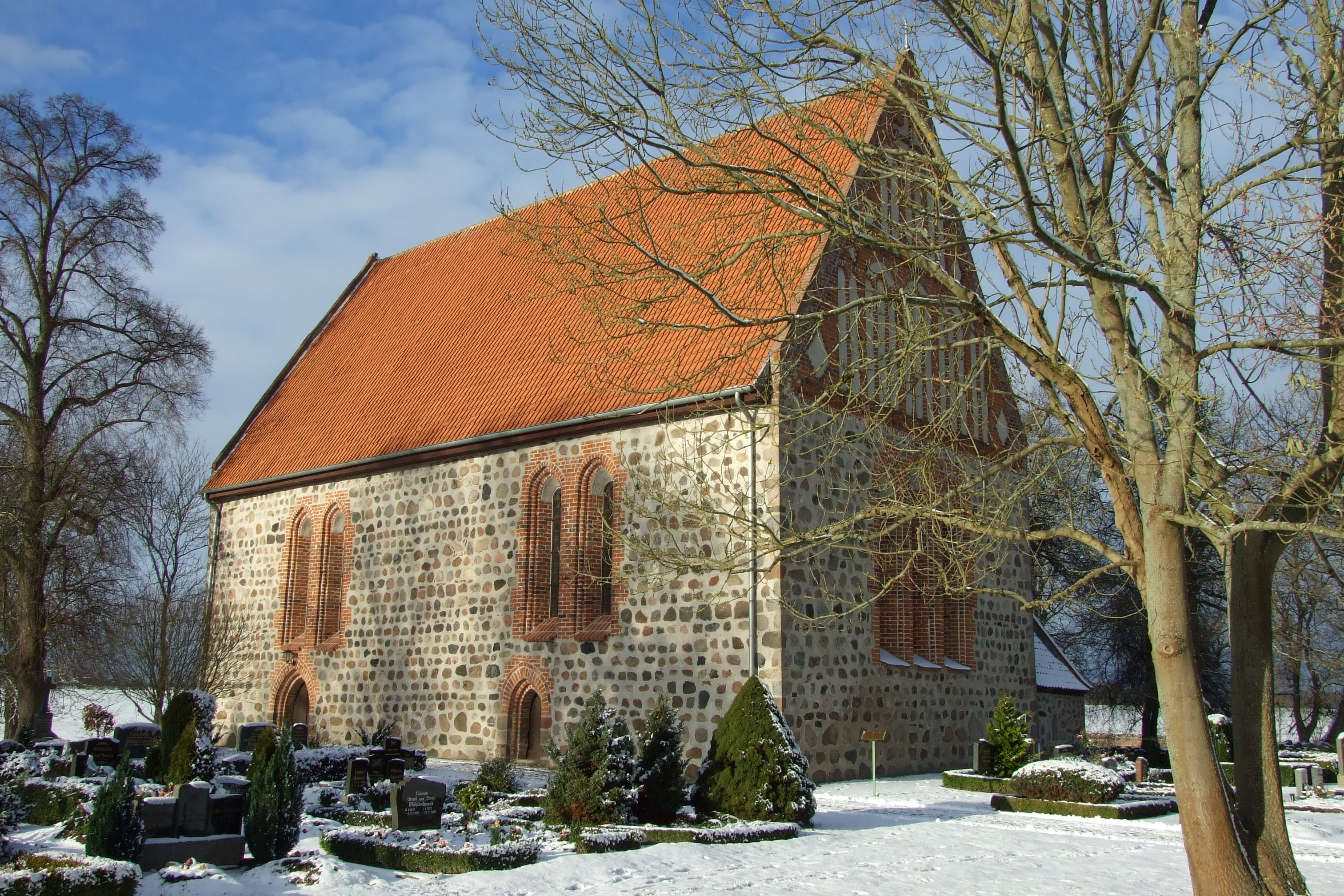